# سرخرگ‌های کمانی کلیه
سرخرگ‌های کمانی کلیه (به انگلیسی: Arcuate arteries of the kidney) از مجوموعه رگ‌های مربوط به گردش خون کلیوی (به انگلیسی:renal circulation) هستند. سرخرگ‌های کمانی در مرز میان درون بخش و برون بخش کلیه واقع شده‌اند. سرخرگ‌های کمانی به دلیل شکل کمان مانند و قوسی درون‌بخش کلیه کمانی شکل‌اند.